# 리나 인버스

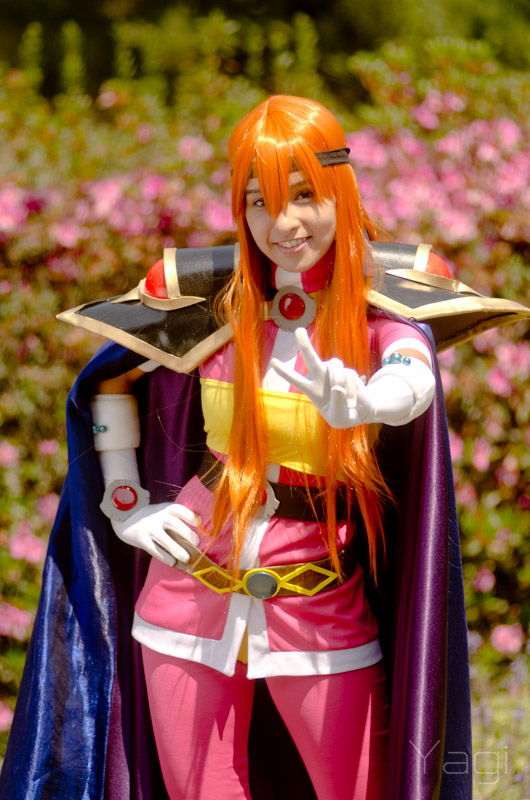

리나 인버스(Lina Inverse, リナ゠インバース)는 슬레이어즈의 주인공이다.

## 소개
- 성우:하야시바라 메구미/SBS판:최덕희/투니버스판：정미숙

세계를 보고 오라는 언니의 한마디로 여행을 떠난 이 이야기의 주인공. 자칭 초천재 미소녀 마도사이자 검사. 긴 밤색의 머리카락을 가졌으며(애니메이션에서는 붉은색 머리로 나온다), 2개의 점이 있는 이마에는 검은 헤어밴드를 착용한 외형은 귀여운 소녀. 하지만 ‘악인에게는 인권이 없다’를 모토로 삼으며, 돈이 궁해지면 취미 겸 실익으로 도적의 아지트를 습격해 여비를 챙기는 등 흉폭한 성격을 갖고 있다. 그 덕분에 ‘로버즈 킬러(도적 사냥꾼)’라는 별명이 붙었으며, 그녀에 의해 괴멸당한 도적단이 수천에 이른다는 소문이 있다(본인은 소문이 과장되었으며 자릿수가 하나 많다고 변명한다). 또 ‘드래곤도 넘어서 지나간다(ドラゴンもまたいで通る)’, 줄여서 ‘도라마타(ドラまた)’라고도 불리고 있다. 그 밖에 여러 안 좋은 별명(대마왕 변소의 뚜껑 등)이 있으며, 심지어 ‘진짜 나이는 수백 살, 성을 일격에 날려버릴 정도의 주문을 연타할 수 있다’ 등의 소문도 여기저기에서 생겨나고 있다. 또 ‘이마의 점에서 촉수가 튀어나와 파리를 잡아먹는다’, ‘입에서 괴광선을 발사해 악당을 일소한다’며 경계해야 할 생물 베스트 100이라는 책에 실려 있거나 ‘거대한 체격과 푸르스름한 피부, 달이 뜨지 않는 밤에만 활동한다’처럼 아예 인간으로 취급하지 않는 경우도 있다. 덕분에 '친구가 되고 싶지 않은 자 베스트 10'에 항상 올라 있는 듯.(본편 9권) 화내는 것보다 먼저 사람에게 공격 주문을 쏘거나, 마법 실험으로 숲을 불태운다거나 엉뚱한 화풀이로 가까운 산을 드래곤 슬레이브로 날려버리거나 하는 행각을 종종 벌인다. 악당들 사이에서는 이름이 널리 알려져 있으며 리나가 이름을 밝히자마자 울며 사과하거나 필사적으로 도망치거나 혹은 공포 때문인지 갑자기 졸도하는 도적도 있다. 가끔 본인이 자신의 악명을 이용해 상대를 위압하는 경우도 있다. 그런 리나도 제 언니는 세상에서 제일 무서워한다.
몸매나 가슴이 작아 자신이 없으며, 절벽 가슴이니 대평원이라느니 불명예스러운 놀림을 당하기도 한다. 그 체형에 어울리지 않게 엄청난 대식가로, 특히 애니메이션에서는 유달리 그 식성이 강조되고 있다.
인간치고는 보통을 넘는 마력을 가지고 있어, 일반적으로 최강의 공격 주문으로 알려진 드래곤조차 일격으로 없앨 수 있는 드래곤 슬레이브를 자유롭게 쓸 수 있는 등 흑마술에 관한 한 초일류로, 한발 나아가 정령 마법에도 능통하다. 게다가 기가 슬레이브라는 오리지널 마법도 만드는 등 마법면에서는 천재라 자칭할 만한 재능을 갖고 있다. 다만, 본인의 취향에 맞지 않기 때문에 백마법이나 소환술에는 약한 면을 보인다. 또, 검사로서의 실력도 상당하여 마법을 쓰지 않고도 일반 검사 정도엔 뒤지지 않는다. 즈마와의 싸움으로 검술의 역량을 올릴 필요성을 느껴 가우리에게 검술을 배우고 있다. 상당한 추리력과 통찰력을 갖고 있지만, 편견이나 믿음 때문에 판단 착오를 하기도 한다. 언니에게 배운 가사 실력은 메이드도 무색할 정도로 프로급이다. 요리를 천천히 먹으면 그 요리에 독이 들어가 있는지 없는지도 안다. 더불어 드래곤말이나 고블린말도 할 수 있다. 괴담이나 추운 것을 싫어한다. (또 싫어하는 거라면, 애니메이션에서 달팽이를 보고 공포에 떠는 모습을 보이기도 했다.)
마도사 협회로부터 명예의 증거인 핑크색의 디그리 로브(칭호의 옷)을 받았지만 리나에게 있어서는 생각하기도 싫은 과거이다. 강적은 고향의 언니 루나로 매우 무서워하고 있다. 출신지는 강자들이 득실거리는 제피리아 왕국의 수도 제필 시티. 리나의 성격과 실력은 가족 및 이 나라 국민성에 의해 길러진 것 같다(덧붙어 그녀의 마력 용량의 크기는 붉은 용신의 기사라 불리는 언니와 혈연관계로 인한 영향이라고 생각된다).
마왕의 조각 2체, 마왕의 심복 2체, 신관 1체, 장군 2체와 다수의 고위 마족이 멸망하는 계기를 만든(또는 리나 자신이 쓰러뜨린) 인물이기도 하다.

## 같이 보기
- 슬레이어즈의 등장인물 목록